# ダンス・レボリューション
『ダンス・レボリューション』（原題：Honey）は、2003年12月5日にアメリカ合衆国のミュージック・青春映画。ビリー・ウッドラフ監督、ジェシカ・アルバが出演を担当する。第2作目『ダンス・レボリューション2』（Honey 2）で2011年に公開された。
日本では劇場未公開。2004年11月26日にユニバーサル・ピクチャーズ・ジャパンよりDVD（GNBF-2102）が発売されており、2012年4月13日にBlu-ray Disc（GNXF-1558）が発売されている。

## あらすじ
昼も夜も働きながらプロのヒップ・ホップ・ダンサーを目指す一人の女性が、掴みかけた夢と現実の狭間で葛藤し、やがて本当の自分を見出していく姿を描いた青春ドラマ。
　夜はクラブでバーテンダー、昼はレコード店でバイトをしながら市民センターで子供たちにヒップ・ホップ・ダンスを教えているハニーは、プロのダンサーを夢見ていた。そんなある日、彼女は有名な監督の目に留まり、音楽ビデオの振り付け師として成功を収める。しかし、それと引き換えに親友や子供たちと過ごす時間がなくなり、自分を見失ってしまう。また、体を求めてきた監督を拒んだハニーは、仕事を干される羽目に…。

## キャスト
| 役名                 | 俳優                             | 日本語吹き替え                                                                                          |
| -------------------- | -------------------------------- | --- |
| ハニー・ダニエルズ   | ジェシカ・アルバ                 | 園崎未恵                                                                                                |
| チャズ               | メキ・ファイファー               | 楠大典                                                                                                  |
| ベニー               | リル・ロメオ                     | くまいもとこ                                                                                            |
| ジーナ               | ジョイ・ブライアント             | 朴璐美                                                                                                  |
| マイケル             | デヴィッド・モスコー             | 檀臣幸                                                                                                  |
| ミッシー             | ミッシー・エリオット             | 斉藤貴美子                                                                                              |
| ハニーの父親         | アンソニー・シャーウッド         | 佐々木勝彦                                                                                              |
| ハニーの母親         | ロネット・マッキー               | 一城みゆ希                                                                                              |
| レイモンド           | ザカリー・イザイア・ウィリアムズ | 矢島晶子                                                                                                |
| ストローム夫人       | ジュディ・エンブデン             | 宮寺智子                                                                                                |
| B.B.                 | ウェズ・ウィリアムズ             | 江川央生                                                                                                |
| その他               | N/A                              | 伊藤健太郎、深水由美 佐々木健、遠藤純一 佐藤晴男、上田陽司 杉本ゆう、中國卓郎 重松朋、岩間淳 甲斐田裕子 |
| 日本語版制作スタッフ |                                  | |
| 演出                 | 演出                             | 神尾千春                                                                                                |
| 字幕翻訳             | 字幕翻訳                         | 伊原奈津子                                                                                              |
| 吹替翻訳             | 吹替翻訳                         | 藤澤睦実                                                                                                |
| 制作                 | 制作                             | ACクリエイト                                                                                            |

## スタッフ
- 監督：ビリー・ウッドラフ
- 製作：アンドレ・ハーレル、マーク・E・プラット
- 製作総指揮：ビリー・ヒギンズ
- 脚本：アロンゾ・ブラウン、キム・ワトソン
- 撮影：ジョン・R・レオネッティ
- 音楽：マーヴィン・ウォーレン